# جائزة هولندا الكبرى 1981
جائزة هولندا الكبرى 1981 هو سباق فورمولا 1 أقيم بتاريخ 30 أغسطس 1981 في حلبة بارك زانتفورت، هولندا. كان الثاني عشر من أصل 15 في بطولة العالم لسباقات الفورمولا واحد موسم 1981. حلّ الفرنسي ألن بروست أولا بينما جاء البرازيلي نيلسون بيكيه في المركز الثاني وحصل على المركز الثالث الأسترالي آلان جونز.